# Dvärgpiphare
Dvärgpiphare (Ochotona pusilla) är en art i familjen pipharar (Ochotonidae) som förekommer på stäpper i Ryssland och centrala Asien.

## Beskrivning
Dvärgpipharens kroppslängd varierar mellan 15 och 20 centimeter. Pälsen är hos bägge könen gråbrun på ovansidan och vitaktig på buken. Vinterpälsen är något ljusare. De bakre extremiteterna är lite längre än de främre men skillnaden är inte påfallande. Tändernas antal är 26.

## Utbredning
Djuret lever i Ryssland och Kazakstan. Utbredningsområdet sträcker sig västerut till Volgafloden, norrut till södra Uralbergen samt österut till floden Irtysj. Tidigare fanns denna art även i västra Ryssland och Ukraina men är där numera försvunnen.

## Taxonomi
Två underarter är erkända: O. p. angustifrons Argyropulo, 1932, som förekommer öster om Uralfloden, och O. p. pusilla (Pallas, 1769), som förekommer väster om floden.

## Ekologi
Habitatet utgörs av buskblandade stäpper och andra gräsmarker. 
Arten kan vara aktiv under hela dygnet men i motsats till andra pipharar är den ofta aktiv även på natten. Den håller ingen vinterdvala och kommer ut ur boet under vintern när temperaturen och vinden är lämpliga. Dvärgpiphare förekommer ibland i stora grupper. Djuret har ett visslande läte. Födan utgörs av olika sorters gräs.
Artens fortplantning är inte utredd men det antas att parningen och ungarnas uppfostring är likadan som hos andra pipharar.
På grund av förstöringen av dess levnadsområde räknades arten tidigare som sårbar men numera listas arten av IUCN som livskraftig.